# 吴承恩与西游记
《吴承恩与西游记》 ，又称《立体西游记》，是于2007年投拍的3D版电视剧，根据《西游记》及吴承恩的生平轶事改编而成。

## 特色
本剧采取3D特效，拥有5万秒电脑特技，4万余秒立体画面，每集有10分钟需要利用3D眼镜观看。使用现代化、高级技的制作手段来凸显《西游记》相关的无限想象力。该剧在齐鲁电视台首播时，电视台定制了500万副3D眼镜，免费发放给山东省观众，并联合广告向山东省内市场提供3000万眼镜。
主要演员六小龄童、马德华、刘大刚等都来自经典电视剧《西游记》。

## 主创

### 主创机构
- 联合摄制　
  - 北京咏酮影视文化发展有限公司
  - 美亚春天国际影视文化传播（北京）有限公司
  - 中视协影视制作有限公司
  - 中国电视艺术家协会
- 协助拍摄
  - 江苏淮安楚州区人民政府
  - 江苏连云港市花果山景区管理处

### 主创人员
- 出品人：王亚军 尹廉钊
- 总策划：杨伟光 王益鸣 邹为瑞
- 总制片人：许明哲
- 制片人：吴秋云
- 导　演：阚卫平
- 编　剧：王树强 丁爱敏
- 摄　影：陈　洪
- 剪　辑：洪　梅
- 美　术：肖海航

## 演员
- 六小龄童 饰 吴承恩/孙悟空
- 迟重瑞 饰 唐僧
- 马德华 饰 姚老大/猪八戒
- 刘大刚 饰 陈 龙/沙和尚
- 李文颖 饰 叶 芸/嫦娥
- 马　苏 饰 牛玉凤/荷花仙子
- 石筱群 饰 白雪艳/黄素娥/女儿国国王
- 孙　涛 饰 沈坤
- 牛　犇 饰 李老夫子
- 郑　爽 饰 吴承嘉
- 浩　天 饰 吴承恩（幼年）
- 杨　紫 饰 叶　芸（幼年）
- 薛　勇 饰 罗万金
- 尚大庆 饰 罗　庞
- 谢昀杉 饰 罗　庞（幼年）
- 刘　佳 饰 观音菩萨
- 朱龙广 饰 如来佛祖/惠方和尚
- 王卫国 饰 玉皇大帝/嘉靖皇帝
- 田连元 饰 说书人
- 金　阳 饰 李春芳
- 关少曾 饰 吴锐（吴承恩父）
- 许敬义 饰 罗府管家（贼二）
- 曹力 饰 严嵩
- 宗峰岩 饰 明穆宗
- 齐文尧 饰 归有光
- 饰 徐中行
- 饰 文徵明

## 批评
在本剧中，六小龄童扮演的吴承恩被指类似耍猴小丑。在剧中，美猴王附体的吴承恩不仅能打跑恶霸，甚至能一棒子打死红孩儿。有一集中，吴承恩伪装成猴子，几句话将俺答汗的軍隊吓走，于是被嘉靖帝论功封为大明的猴王。此外，本剧还有大量荒唐或与历史不符的情节：
- 官方海报将电视剧的英文名 Wu Cheng'en and Journey to the West 中的“And" 写错成 “Ang”
- 李老夫子没有名字，墓碑上写着“李老夫子之墓”。
- 剧中吴承恩直到晚年才最终定稿《西游记》，但是《西游记》却在前几集便广为流传。
- 吴承恩在科举应试文章中称皇帝崇尚佛教，但历史上嘉靖帝崇尚道教。
- 吴承恩被判死刑，因嘉靖帝听到猴子的叫声似“赦吴”而赦免天下吴姓囚犯得救。
- 剧中吴承恩幻想自己成为孙悟空，并打死了黑熊精。而《西游记》原著中黑熊精与孙悟空的实力不相上下。
- 历史上明朝平民年过四十才允许纳妾，吴承恩却不到四十岁就纳妾牛玉凤，而且是在丧父后不久，排场也大过了娶正妻叶芸。后来其子凤毛也在沈坤被害后不久娶了沈坤的女儿兰婷。
- 第10集旁白说“父母的故去、夫人的痛斥、罗家的猖狂”，与之前情节或不照应或没有因果联系，剧中吴母在第12集才去世，其后又出现同样的旁白。
- 剧中吴承恩沉迷耍猴，长期没有收入还带着牛玉凤游山玩水，全靠正妻叶芸经营店铺养活。身为妾室的牛玉凤多次被他人称为夫人、嫂嫂。
- 剧中吴承恩突然对李春芳喊“好你个二郎神”，但前面并未有交代。
- 第25集吴承恩在狱中为美猴王起名孙悟空，但孙悟空一名在早期元杂剧中已经出现。而且第24集吴承恩已经提到过孙悟空。
- 历史上考中状元的李春芳在剧中却成了榜眼。
- 俺答进犯，吴承恩化装成孙悟空装神弄鬼吓退俺答兵，并因此被封为猴王（后革除）。六小龄童在上节目时称此事反映了吴承恩的大智慧，还称俺答的军队为倭寇。
- 吴承恩及其亲友多次直呼严嵩姓名，甚至在严嵩家门口骂严嵩老贼，有时却没有被制止或处置。罗庞却因为在公堂上直呼沈坤大名被沈坤无视严嵩颜面处以杖责。
- 吴承恩多次在遇险时被猴子所救。
- 吴承恩的儿子在历史上早夭，剧中吴承恩的儿子凤毛被反派罗庞杀害后听了吴承恩念的《西游记》竟然复活了。
- 反派何莲作为地方首富罗万金的外甥女却嫁给外地富翁为妾。
- 剧中的正派人物中，吴承恩气死父母，在已经年老的恩人孙知府受辱时可以代为受过却默不作声；白雪艳绑架贼二妻子致其名节受损自杀，杀死罗万金后留名“美猴王”导致吴承恩作为凶嫌被捕，又绑架知府夫人迫使知府为吴承恩脱罪；杀害人命的贼二和山大王仅仅因为和吴承恩化敌为友就全身而退免于道德谴责和法律追究，贼二作的恶被剧中人视为报应在了其无辜的两任妻子身上；反而反派罗万金怀念亡妻，对小妾白雪艳痴情，罗庞看重家声，孝顺父亲，与何莲夫妻情深，即使她嫁过人也没有生育也不嫌弃不纳妾，何莲在被牛玉凤持剑威胁后得知牛玉凤死讯却说自己只恨吴承恩，对旁人之死高兴不起来，等等。
- 倭寇称战死者死于为天皇效忠。
- 沈坤被捕押送进京，之前曾骂皇帝可恨的吴承恩当着众官兵的面称嘉靖帝为昏君，沈坤也当众扔掉圣旨。
- 沈坤被害，临终前将200两银子交给妻女，嘱咐她们将这笔钱交给吴承恩印书，而不将这笔钱留给她们，导致母女二人一路乞讨回乡，而吴承恩竟然心安理得地收下了这笔钱。
- 沈坤的父亲去京城为儿子料理后事时，吴承恩一边找借口心安理得地不派人帮忙照应，一边骂李春芳没资格祭祀沈坤。
- 反派罗庞身为地方首富有严嵩撑腰却投降倭寇，在处刑前夜遭到狱卒诱骗喝尿等侮辱。
- 沈坤从小就教女儿兰婷刻版，而后兰婷嫁给吴承恩的儿子凤毛，婚后专注于刻雕版，因本就有眼疾而决定在失明前夜以继日地刻印《西游记》，吴承恩的妻儿虽然劝阻却没有为她找医生，她最终双目失明。
- 嘉靖帝临终前阅读《西游记》，最终含笑驾崩。
- 历史上的《西游记》作者是吴承恩还是李春芳尚有争议，但剧中李春芳却在最后一集亲口承认并写下作者是吴承恩。

## 外部連結
- 豆瓣电影上《吴承恩与西游记》的資料 （简体中文）